# Capela do Senhor dos Milagres

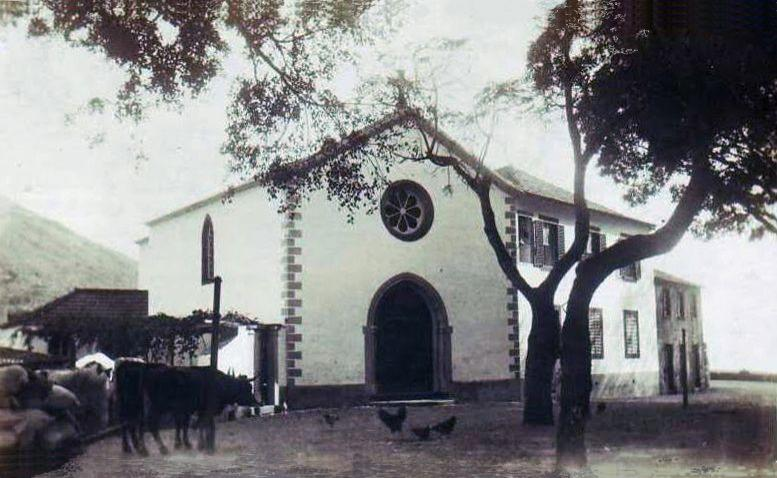
Wunderkapelle mit Hühnern im Kirchhof (um 1920)

Die Capela do Senhor Bom Jesus dos Milagres (auch Capela dos Milagres, Kapelle des Herrn Jesus der Wunder), auch als Wunderkapelle bekannt, ist eine Kapelle in Machico, Madeira, Portugal, und befindet sich in der Banda d’Além. Die kleine Saalkirche hat eine neobarocke Ausstattung. Im Zentrum befindet sich das verehrte Gnadenbild des Gekreuzigten („Bom Jesus“).
Der Sakralbau steht seit 1948 unter Denkmalschutz.

## Geschichte
Die Kapelle gilt als die älteste Kirchengründung auf Madeira. 1419 soll an dieser Stelle am Tag nach der Entdeckung und Inbesitznahme der Insel durch die Portugiesen die erste heilige Messe gefeiert worden sein. Anschließend entstand zum Dank der erste Kapellenbau. 
Aufgrund seiner Lage war der Standort jedoch exponiert für Wettereinflüsse. Bei einer Überschwemmung am 9. Oktober 1803 wurde die Kapelle fast vollständig zerstört und das Kruzifix ins Meer gezogen. Nur wenige Tage später wurde es auf hoher See von einem Seefahrer gefunden, der es schließlich an die Kathedrale von Funchal auslieferte. Später kam dieses Kruzifix in die wiederaufgebaute Kapelle mit einem neuen Namen, dem Herrn der Wunder, angesichts des Wunders, dass es nach so vielen Tragödien geborgen wurde.
Schon 1862 war die Kapelle wieder baufällig. Das heutige Bauwerk, das Reste der Vorgängerbauten enthält und stilistisch an sie anknüpft, wurde 1883 geweiht. Erneute Hochwasserschäden machten 1956 eine weitere umfassende Sanierung notwendig.